# Селянський будинок
«Селянський будинок» — український радянський щомісячний журнал, присвячений питанням політосвіти в сільській місцевості, орган Всеукраїнського управління сільськими будинками Головполітпросвіти УСРР. Видавався в Харківському видавництві «Червоний шлях» з листопада 1924 до 1930 року українською мовою.
Створений в 1924 року буцімто на базі журналу «Шлях до комунізму». У 1924 році вийшло 2 номери журналу, в 1925—1928 рр. виходив раз на місяць, в 1929—1930 рр. — двічі на місяць. Тираж 3 тис. примірників.
Селянські будинки як сільські культурно-освітні установи в УСРР і один із видів політосвіти і частково позашкільної освіти, були покликані прищеплювати малограмотним широким масам населення основи політичної та звичайної грамоти, досягнення культури, активно створювалися радянською владою з початку 1920-х рр. на противагу осередкам товариства «Просвіта». Спрощеною формою сельбудів були хати-читальні .
Відповідним чином формувалися рубрики журналу: «Загальний розділ», «Життя селянських будинків», «Поради завідувачам сельбудами», «Сільськогосподарська освіта і селянські будинки», «Літературний відділ», «Що читати», «Поштова скринька».
Публікації з бібліотечної тематики розміщувалися в «Загальному розділі» або в «Житті селянських будинків». В основному, друкувалися статті з досвіду роботи хат-читалень, практичні рекомендації щодо впорядкування бібліотек при сільських будинках тощо.
Редакцією журналу практикувалося нагородження кращих сельбудів або хат-читалень добірками книг (до декількох сотень примірників) для створення бібліотек або поповнення фондів існуючих бібліотек.
Сучасний наступник журналу — журнал «Українська культура».